# خليهن ولد الرشيد
خليهن ولد الرشيد، (مواليد نوفمبر 1951، العيون) هو سياسي مغربي، يشغل حاليا منصب رئيس المجلس الملكي الاستشاري للشؤون الصحراوية الذي عينه فيه الملك محمد السادس.

## سيرة ذاتية
تابع خليهن ولد الرشيد الذي ينحدر من أسرة كبيرة من قبيلة الركيبات الصحراوية دراساته العليا في مدريد قبل أن يقرر المغرب إطلاق المسيرة الخضراء في نوفمبر 1975 التي أدت إلى استرجاع الأقاليم الجنوبية. وكان خليهن ولد الرشيد أحد المساعدين المقربين من الملك الحسن الثاني خلال الاستعدادات الإستراتيجية والسياسية والدبلوماسية والأمنية للمسيرة. وقد انسحبت إسبانيا من الأقاليم الصحراوية في عام 1975. عندما أعلن خليهن ولد الرشيد ولاءه لملك المغرب، كلفه عاهل البلاد بحشد الجهود للمصادقة على اتفاق مدريد في الأمم المتحدة.
وفي عهد الحسن الثاني، تم تعيين خليهن ولد الرشيد وزيرا للشؤون الصحراوية في عام 1977 إلى عام 1995 على عهد حكومة العمراني الثالثة. وفي عام 1977، انتخب نائبا برلمانيا عن مدينة العيون، وأصبح عضوا في اللجنة والمجلس التنفيذي التابعين لحزب التجمع الوطني للأحرار الذي غادره مطلع عام 1981 للمشاركة في تأسيس الحزب الوطني الديمقراطي. وشغل خليهن ولد الرشيد كذلك منصب رئيس المجلس البلدي لمدينة العيون منذ عام 1983. كما قاد عدة بعثات دبلوماسية ملكية إلى الأمم المتحدة ومنظمة دول عدم الانحياز ومنظمة الوحدة الأفريقية. 
وفي عام 2000، كلفه الملك محمد السادس بالمشاركة في المفاوضات التي قادها جيمس بيكر في لندن وبرلين. وفي 25 مارس 2006، عينه عاهل البلاد رئيسا المجلس الملكي الاستشاري للشؤون الصحراوية

## الأسرة
شقيقه مولاي حمدي ولد الرشيد يشغل منصب رئيس بلدية مدينة العيون منذ نجاحه في الانتخابات الجماعية عام 2009.

## ببليوغرافيا
"الشخصيات الخمسين التي تصنع المغرب: خليهن. 57 سنة، رئيس المجلس الملكي الاستشاري للشؤون الصحراوية"، جون أفريك عدد 2545-2546 من 18-31 أكتوبر 2009، ص .36

## رابط خارجي
- الموقع الرسمي للمجلس الملكي الاستشاري للشؤون الصحراوية.